# Championnat de Belgique de football 1920-1921
Navigation
Saison précédente Saison suivante
Le championnat de Belgique de football 1920-1921 est la 21e saison du championnat de première division belge. Son nom officiel est « Division d'Honneur ».
Le Daring Club de Bruxelles Société Royale fait la course en tête tout au long de la saison et remporte le titre assez facilement. C'est le troisième titre dans l'Histoire du club.
Il n'y a qu'une seule équipe reléguée en fin de saison car l'URBSFA décide de faire passer les séries nationales à quatorze clubs. En contre-partie, trois clubs seront promus de Promotion pour la saison suivante. C'est Uccle Sport qui hérite de la peu enviée dernière place et doit redescendre au second niveau national après deux saisons parmi l'élite.

## Clubs participants
Douze clubs prennent part à la compétition, autant que lors de l'édition précédente. Ceux dont le matricule est mis en gras existent toujours aujourd'hui.
| #  | Nom                                       | Mat. | Ville      | Terrain                                             | En D1 depuis (série) | Total en D1 | Saison précédente |
| -- | ----------------------------------------- | ---- | ---------- | --------------------------------------------------- | -------------------- | ----------- | ----------------- |
| 1  | Royal Antwerp Football Club               | 1    | Anvers     | Broodstraat                                         | 1901-1902 (15e)      | 20e         | 4e                |
| 2  | Beerschot Athletic Club                   | 13   | Anvers     | Kiel                                                | 1907-1908 (9e)       | 15e         | 5e                |
| 3  | Cercle Sportif Brugeois                   | 12   | Bruges     | croisement Gistelsesteenweg et Torhoutsesteenweg    | 1899-1900 (17e)      | 17e         | 8e                |
| 4  | Royal Football Club Brugeois              | 3    | Bruges     | De Klokke                                           | 1898-1899 (18e)      | 19e         | 1er               |
| 5  | Daring Club de Bruxelles Société Royale   | 2    | Molenbeek  | différents sites, dont le Parc du Meir à Anderlecht | 1903-1904 (13e)      | 13e         | 3e                |
| 6  | Racing Club de Bruxelles                  | 6    | Uccle      | Vivier d'Oie                                        | 1895-1896 (21e)      | 21e         | 12e               |
| 7  | Association Royale Athlétique La Gantoise | 7    | Gentbrugge | Stade Jules Otten                                   | 1913-1914 (3e)       | 3e          | 11e               |
| 8  | Racing Club de Gand                       | 11   | Gand       | Emmanuel Hielstadion                                | 1911-1912 (5e)       | 6e          | 7e                |
| 9  | Racing Club de Malines                    | 24   | Malines    | Rode Kruisplein ?                                   | 1919-1920 (2e)       | 4e          | 6e                |
| 10 | Union Saint-Gilloise                      | 10   | Forest     | Stade du Parc Duden                                 | 1901-1902 (15e)      | 15e         | 2e                |
| 11 | Uccle Sport                               | 15   | Uccle      | chaussée de Ruisbroeck                              | 1919-1920 (2e)       | 2e          | 10e               |
| 12 | Club Sportif Verviétois                   | 8    | Verviers   | ?                                                   | 1912-1913 (4e)       | 11e         | 9e                |

### Localisations
| Antwerp FC Beerschot RC Gand La Gantoise RC Malines Bruxelles FC Brugeois CS Brugeois CS Verviers |

#### Localisation des clubs bruxellois
les 4 cercles bruxellois sont :
(7) Union SG
(10) Racing CB
Daring CB SR
Uccle Sport

## Déroulement de la saison

### Le Daring s'échappe puis lâche du lest
Le Daring CB SR creuse l'écart d'emblée et peut se permettre de lâcher du lest en fin de parcours. Fin janvier, les Bruxellois comptent 11 points d'avance lorsqu'ils concèdent deux partages à La Gantoise (1-1) et à l'Union (1-1). Ce dernier match nul permet aux Daringmen, qui ont pourtant joué un match de plus, de fêter leur troisième titre sur le terrain de leurs grands rivaux « Unionistes ». Totalisant 24 points, l'Union Saint-Gilloise est distancée de 9 longueurs et n'a plus que 4 rencontres à disputer.
Le Daring CB SR étrenne son titre avec deux défaites à l'Antwerp et au CS Brugeois, avant de clore son parcours par un net succès 3-0 contre Uccle Sport, la lanterne rouge.

## Résultats

### Résultats des rencontres
Avec douze clubs engagés, 132 matches sont au programme de la saison. 
| Résultats (▼dom., ►ext.)                                   | ANT | BEE | CSB | FCB | DAR | RAC | USG | LAG | RCG | RCM | UCC | VER |
| R. Antwerp FC                                              |     | 0-6 | 1-2 | 3-3 | 2-1 | 2-1 | 1-1 | 1-2 | 1-2 | 2-2 | 3-0 | 1-0 |
| Beerschot AC                                               | 4-1 |     | 1-2 | 3-1 | 0-1 | 4-1 | 3-0 | 4-0 | 2-3 | 2-1 | 2-0 | 3-1 |
| CS Brugeois                                                | 1-1 | 3-2 |     | 0-2 | 1-0 | 2-3 | 0-2 | 4-3 | 6-1 | 1-1 | 4-1 | 6-2 |
| R. FC Brugeois                                             | 3-2 | 1-0 | 2-0 |     | 2-3 | 2-2 | 2-0 | 1-2 | 6-1 | 2-0 | 2-0 | 6-0 |
| Daring CB SR                                               | 4-0 | 2-0 | 1-1 | 1-0 |     | 1-0 | 1-1 | 1-1 | 3-0 | 3-0 | 3-0 | 2-1 |
| Racing CB                                                  | 3-2 | 3-0 | 1-0 | 0-0 | 1-4 |     | 0-5 | 5-0 | 7-2 | 3-1 | 1-1 | 2-4 |
| Union Saint-Gilloise                                       | 0-0 | 2-1 | 4-0 | 1-1 | 0-0 | 1-0 |     | 2-0 | 5-3 | 7-0 | 5-0 | 2-0 |
| ARA La Gantoise                                            | 0-0 | 0-2 | 0-2 | 4-0 | 0-5 | 2-0 | 0-0 |     | 1-1 | 1-1 | 5-0 | 2-0 |
| RC de Gand                                                 | 0-0 | 1-3 | 0-0 | 3-0 | 0-1 | 1-1 | 2-1 | 2-1 |     | 2-1 | 0-0 | 1-0 |
| RC de Malines                                              | 1-1 | 1-2 | 0-1 | 2-1 | 0-2 | 2-2 | 1-3 | 0-0 | 1-1 |     | 2-0 | 2-0 |
| Uccle Sport                                                | 0-2 | 2-5 | 3-2 | 0-7 | 0-1 | 2-2 | 1-2 | 1-2 | 4-3 | 0-2 |     | 2-4 |
| CS Verviétois                                              | 1-3 | 2-2 | 1-3 | 2-3 | 0-0 | 2-5 | 2-2 | 1-2 | 1-1 | 6-1 | 4-0 |     |
| - Victoire à domicile - Match nul - Victoire à l'extérieur |     |     |     |     |     |     |     |     |     |     |     |     |

### Classement final
| Rang | Équipe            | Pts | J  | G  | N | P  | Bp | Bc | Diff |
| ---- | ----------------- | --- | -- | -- | - | -- | -- | -- | ---- |
| 1    | DARING CB SR      | 35  | 22 | 15 | 5 | 2  | 40 | 10 | +30  |
| 2    | Union St-Gilloise | 31  | 22 | 12 | 7 | 3  | 46 | 18 | +28  |
| 3    | Beerschot AC      | 27  | 22 | 13 | 1 | 8  | 51 | 28 | +23  |
| 4    | R. FC Brugeois T  | 26  | 22 | 11 | 4 | 7  | 47 | 29 | +18  |
| 5    | CS Brugeois       | 26  | 22 | 11 | 4 | 7  | 41 | 32 | +9   |
| 6    | Racing CB         | 22  | 22 | 8  | 6 | 8  | 43 | 40 | +3   |
| 7    | ARA La Gantoise   | 22  | 22 | 8  | 6 | 8  | 28 | 33 | -5   |
| 8    | RC de Gand        | 21  | 22 | 7  | 7 | 8  | 30 | 45 | -15  |
| 9    | R. Antwerp FC     | 20  | 22 | 6  | 8 | 8  | 29 | 37 | -8   |
| 10   | RC de Malines     | 15  | 22 | 4  | 7 | 11 | 22 | 42 | -20  |
| 11   | CS Verviétois     | 12  | 22 | 4  | 4 | 14 | 34 | 51 | -17  |
| 12   | Uccle Sport       | 7   | 22 | 2  | 3 | 17 | 17 | 63 | -46  |

Légende
- Champion de Belgique 1921
- Club relégué pour la saison suivante

Abréviations
T : Tenant du titre 1920

### Meilleur buteur
Ivan Thys (Beerchot AC) avec 23 buts. Il est le huitième joueur belge sacré meilleur buteur de la plus haute division.

#### Classement des buteurs
Le tableau ci-dessous reprend les douze meilleurs buteurs du championnat, soit les joueurs ayant inscrit dix buts ou plus durant la saison.
| #   | Pays | Joueur           | Club                 | Buts | Matches joués |
| --- | ---- | ---------------- | -------------------- | ---- | ------------- |
| 1.  |      | Ivan Thys        | Beerchot AC          | 23   | 22            |
| 2.  |      | Maurice Bunyan   | R. Racing CB         | 20   | 19            |
| 3.  |      | Félix Balyu      | FC Brugeois          | 17   | 22            |
| 4.  |      | Alfred Wright    | Daring CB            | 14   | 20            |
| 5.  |      | Achille Meyskens | Union Saint-Gilloise | 13   | 18            |
| =.  |      | Mathieu Bragard  | CS Verviétois        | 13   | 22            |
| 7.  |      | Ferdinand Wertz  | Antwerp FC           | 12   | 22            |
| =.  |      | Honoré Vlamynck  | Daring CB            | 12   | 12            |
| 9.  |      | Frans Lowyck     | CS Brugeois          | 11   | 13            |
| =.  |      | Henri Colpaert   | RC de Gand           | 11   | 20            |
| =.  |      | Joseph Musch     | Union Saint-Gilloise | 11   | 22            |
| 12. |      | Henri Larnoe     | Beerchot AC          | 10   | 20            |

## Récapitulatif de la saison
- Champion : Daring Club Bruxelles Société Royale (3e titre)
- Quatrième équipe à remporter trois titres de champion
- Seizième titre pour la province de Brabant.

| Région flamande (7)             | Région flamande (7) | Province de Brabant (4)      | Province de Brabant (4) | Région wallonne (1)    | Région wallonne (1) |
| ------------------------------- | ------------------- | ---------------------------- | ----------------------- | ---------------------- | ------------------- |
| Province d'Anvers               | 3                   | Région de Bruxelles-Capitale | 4                       | Province de Hainaut    | 0                   |
| Province de Flandre-Occidentale | 2                   | Province du Brabant flamand  | 0                       | Province de Liège      | 1                   |
| Province de Flandre-Orientale   | 2                   | Province du Brabant wallon   | 0                       | Province de Luxembourg | 0                   |
| Province de Limbourg            | 0                   |                              |                         | Province de Namur      | 0                   |

1. ↑  Au niveau footballistique, la province de Brabant est toujours unitaire malgré sa partition territoriale en 1995.

### Admission et relégation
En fin de saison, seul Uccle Sport est relégué, la Fédération ayant choisi de faire passer la composition des séries nationales à quatorze équipes.
Trois équipes de Promotion sont promues en Division d'Honneur. Il s'agit du Standard Club Liégeois, du Football Club Malinois et du SC Anderlechtois.

### Changement de nom
Reconnu « Société Royale », le Racing CB adapte son appellation et devient le Royal Racing Club de Bruxelles en vue de la saison suivante.

### Bilan de la saison
| Championnat de Belgique de football 1920-1921 |                         |
| Champion                                      | Daring CB SR (3e titre) |
| Dauphin                                       | Union Saint-Gilloise    |
| Promotions et relégations                     |                         |
| Promus en Division d'Honneur                  | Standard CL             |
| Promus en Division d'Honneur                  | FC Malinois             |
| Promus en Division d'Honneur                  | SC Anderlechtois        |
| Relégués en Promotion                         | Uccle Sport             |

## Victoire des Diables Rouges à domicile lors des Jeux Olympiques
En début de saison, la Belgique remporte son seul titre majeur. Les Diables Rouges deviennent champions olympiques en remportant le tournoi des Jeux d'Anvers. Les différents matches ont lieu à Anvers, dans les stades du Beerschot (Stade olympique (Kiel)) et de l'Antwerp (Broodstraat à l'époque), à Forest au stade de l'Union St-Gilloise (Stade du Parc Duden (dit La Butte)) et à Gand, au stade de l'ARA La Gantoise (Stade Jules Otten).
Les Diables Rouges se qualifient pour la finale en battant l'Espagne, qui aligne le futur gardien légendaire Ricardo Zamora (3-1) puis les Pays-Bas (3-0). Hélas, la finale est gâchée par le manque de sportivité de la Tchécoslovaquie. En colère contre l'arbitre anglais John Lewis qu'ils estiment partial, les joueurs tchécoslovaques quittent le terrain après 38 minutes et refusent de reprendre la partie.
La Tchécoslovaquie est dès lors exclue du tournoi. La finale du tournoi de « repêchage » (pour les équipes éliminées précédemment) s'en trouve rehaussée. Au lieu de la médaille de bronze, l'Espagne et les Pays-Bas se disputent celle d'argent. Les Espagnols s'imposent devant les Néerlandais (3-1). Lors de cette rencontre, le 3e but espagnol est inscrit par Rafael Moreno Aranzadi surnommé « Pichichi ». De nos jours, le trophée récompensant le meilleur buteur de la Primera Division (D1 espagnole) est nommé en son honneur.